# Brucolaco
Brucolaco (en griego, Βρυκόλακας, Vrykolakas) es la denominación en el folclore griego del vampiro originado básicamente por muerte prematura o violenta, suicidio, ahogamiento, una plaga o peste, así como por no haberse realizado los rituales funerarios adecuados o haber cometido un error durante los mismos. Se creía que por las circunstancias de la muerte o del funeral, el alma se demoraba o estaba imposibilitada de abandonar el cuerpo quedando así atrapada en el mismo, revirtiéndose  el proceso normal de descomposición del cadáver y estableciendo una situación entre la vida y la muerte en la cual el individuo redivivo pretendía continuar su vida cotidiana con su familia y comunidad aunque con resultados funestos.
Un brucolaco se manifestaba inmediatamente cuando el cadáver era enterrado, como una figura fantasmal vagando por los caminos y calles, a través de los sueños de sus familiares cercanos, así como atormentando a parientes, amigos y vecinos,  provocándoles la enfermedad o la muerte. La situación era confirmada al abrir la tumba y comprobar que el cuerpo estaba incorrupto e inflado.
A diferencia del prototipo eslavo de vampiro más popular actualmente, el brucolaco no era chupasangre y el daño que producía era emocional o psíquico.
En contraste con el tympaniaios, figura similar si aceptada e incluso establecida por la iglesia y con origen algo distinto, el brucolaco era una creencia de raíces más antiguas a la era cristiana, relacionada con el concepto dualístico de alma que tenían los griegos antiguos.
La creencia era combatida por la Iglesia quien negaba que el Vrykolakas tuviera alma señalando que se trataba de un cadáver que había sido poseído por el demonio.
Para combatirlo la costumbre popular más extendida era la cremación, práctica igualmente combatida por la Iglesia que alegaba que con ello la persona tenía menor probabilidad de salvación del alma en el momento del Juicio Final por lo cual propugnaba sustituirla por la realización de un exorcismo. Otras prácticas eran la decapitación, sacarle el corazón y quemarlo o cambiar el cuerpo a un lugar desierto.
Según relata el abad Augustin Calmet en su Traité sur les apparitions des esprits et sur les vampires ou les revenans de Hongrie, de Moravie, &c., el 1 de enero de 1701 fue exhumado, en presencia del cónsul francés Monsieur de Tournefort, un brucolaco en la isla de Miconos. Este ente llevaba semanas persiguiendo y molestando a la población local. No obstante, el mencionado Monsieur de Tournefort (que es el narrador de la historia recogida por el abad Calmet) se muestra visiblemente escéptico e incluso ironiza al respecto.